# Verdet del Kinabalu
El verdet del Kinabalu(Chloropsis kinabaluensis) és una espècie d'ocell de la família dels cloropseids (Chloropseidae) que ha estat considerat una subespècie del verdet alablau (C. cochinchinensis) si bé difereixen en mesures i morfologia. La femella és notable pel seu dibuix facial semblant al de mascle. És una espècie endèmica de la selva humida del nord de Borneo, on està molt pròxima al verdet alablau sense que haja evidència d'intergradació.